# 수동변속기

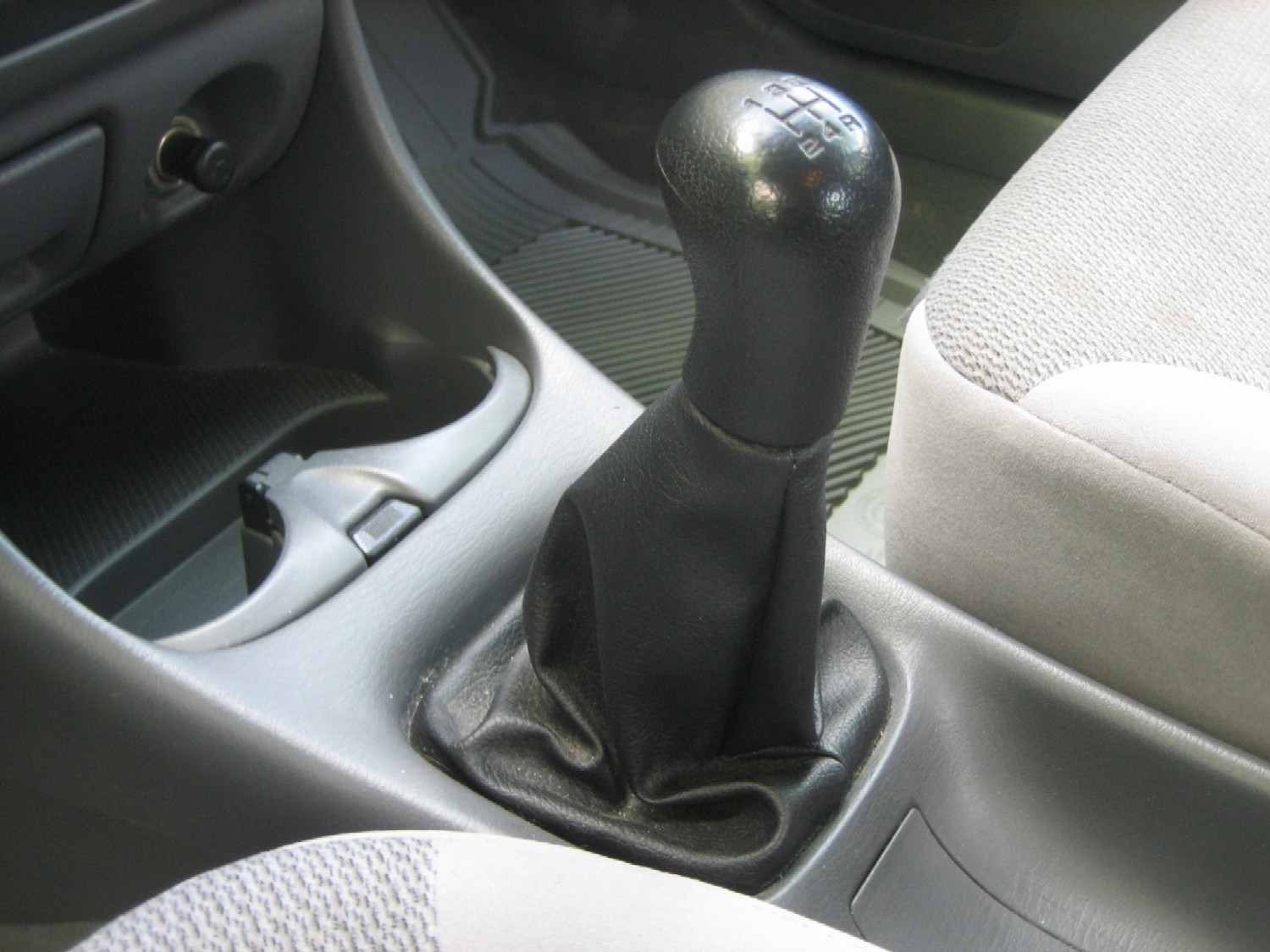
5단 수동변속기 레버

수동변속기(手動變速機, 영어: manual transmission 매뉴얼 트랜스미션[*],  M/T, stick-shift 스틱 시프트[*])는 흔히 스틱 기어라고 불리며, 자동차나 열차 등에 주로 채용되는 변속기로 속도나 엔진 회전 수에 따라 변속 레버를 운전자가 손으로 직접 바꾸는 변속기다. 
수동변속기는 자동변속기보다 부품이 적게 들어가기 때문에 가격이 싸고 수리비가 적게 드는데다, 배터리가 방전되었을 때 밀어서 시동을 거는 것도 가능하다. 
또한 자동변속기에 비해 연료가 적게 들기 때문에 주로 스포츠카, 트럭, 대형 차량에 많이 쓰인다. 
반면, 오토에 비해 가속 및 감속 때의 충격과 엔진 소음이 커서 승차감이 떨어지는데다, 변속 레버를 조작할 때마다 클러치를 일일이 밟아야 하므로, 운전이 미숙한 초보운전자의 경우, 시동을 꺼뜨리는 일이 빈번하다. 
자동변속기 한정면허를 보유하고 있는 사람이 수동변속기 차량을 운전하게 되면 면허조건 위반으로 법적 제재 조치를 당하게 된다.

## 기본 조작
수동변속기의 변속 레버(기어)에는 조작 위치가 있으며, 자동차의 주행 상태에 따라서 조작 위치를 변경할 필요가 있는데, 그 조작 위치를 레인지라고 부른다. 
클러치를 완전히 밟아 동력을 차단시킨 상태에서 변속 레버를 움직인다. 
변속 레버를 고단에 넣은 상태에서 차량을 출발시키면 엔진의 힘이 부족해 시동이 꺼질 수 있기 때문에 변속 레버를 1단에 넣고 반클러치 상태에서 가속 페달을 살짝 밟아주며 출발한다. 
단, 트럭이나 버스 같은 대형 차량은 공차 상태에서는 엔진의 힘이 남아 1단이 아닌 2단에서도 출발이 가능하다.

### 변속기
변속기는 여러 개의 기어를 갖추어 그 맞물림을 변경하여 구동력(구동토크)과 회전 속도를 변화시킨다. 
입력축 기어가 작고 출력축 기어가 큰 저단 기어는 구동 토크가 크고 출력 회전수가 느리며 입력축 기어가 크고 출력축 기어가 작은 고단 기어는 구동 토크가 작고 회전 속도가 빠르다. 
변속비는 입력 기어와 출력 기어의 비율로 엔진의 회전 속도를 변속기 주 축의 회전 속도로 나눈 것으로 수동변속기에서는 변속비가 큰 것부터 순서대로 1, 2, 3, 4, 5단의 변속 단을 설정한다. 
일반적으로 수동변속기는 4단에서 직결되고 그 이후는 변속기의 입력 회전 속도보다 출력축 회전 속도가 더 빠른 오버드라이브가 된다.

### 레인지의 개요

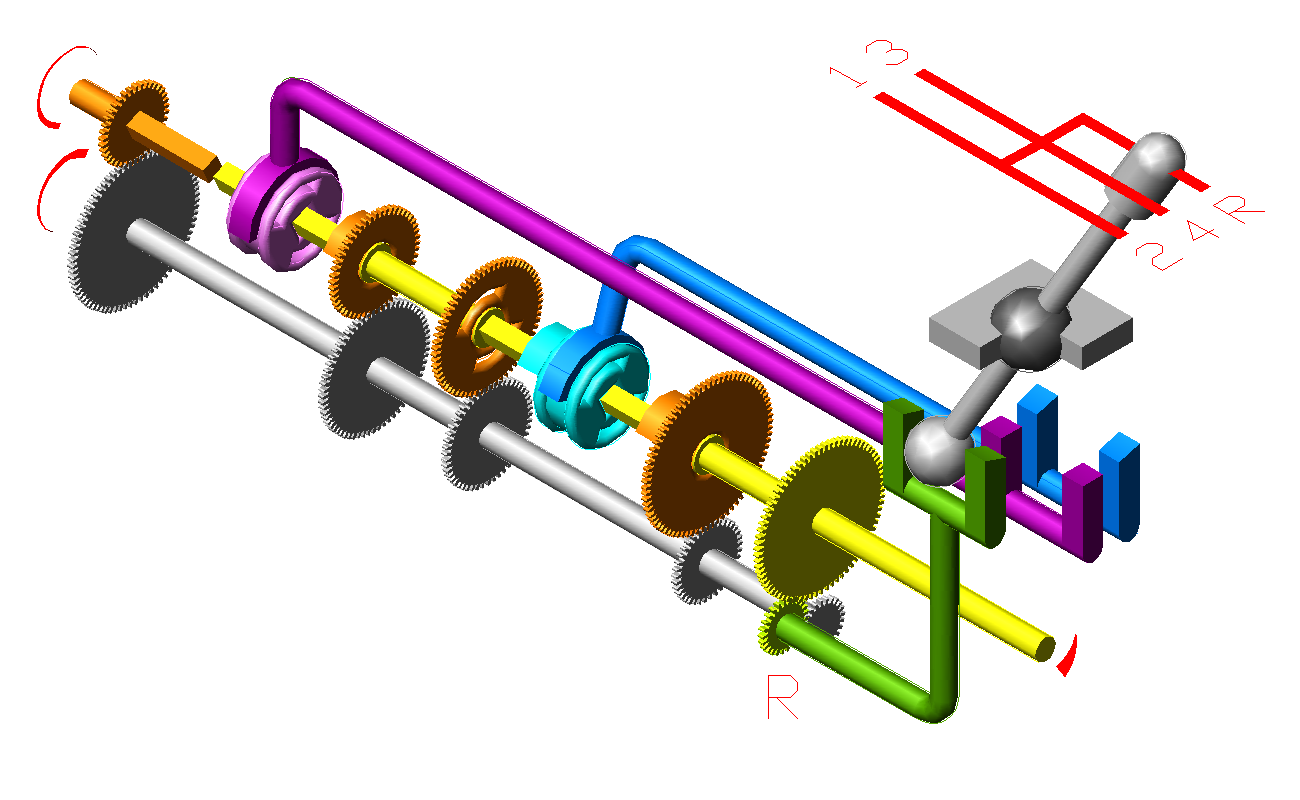
R(Reverse, 후진) 레인지
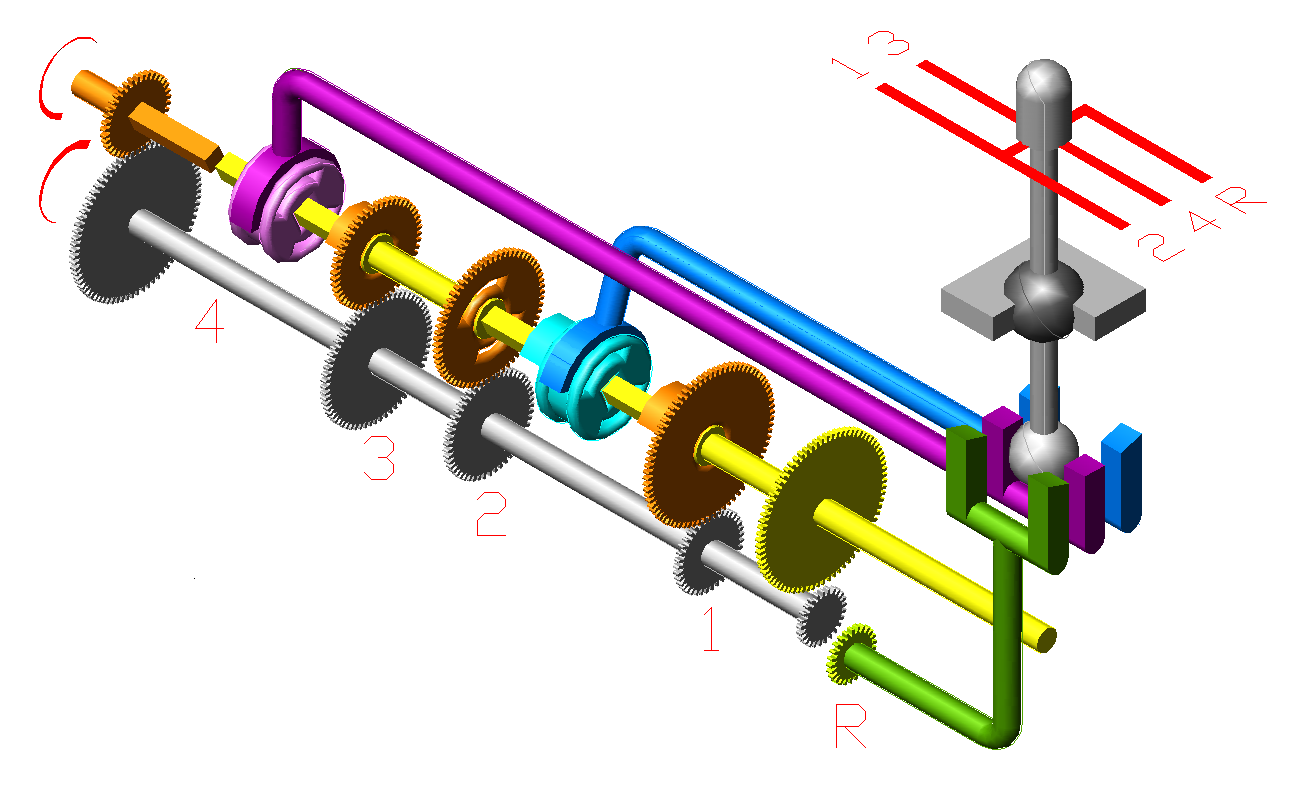
N(Neutral, 중립) 레인지
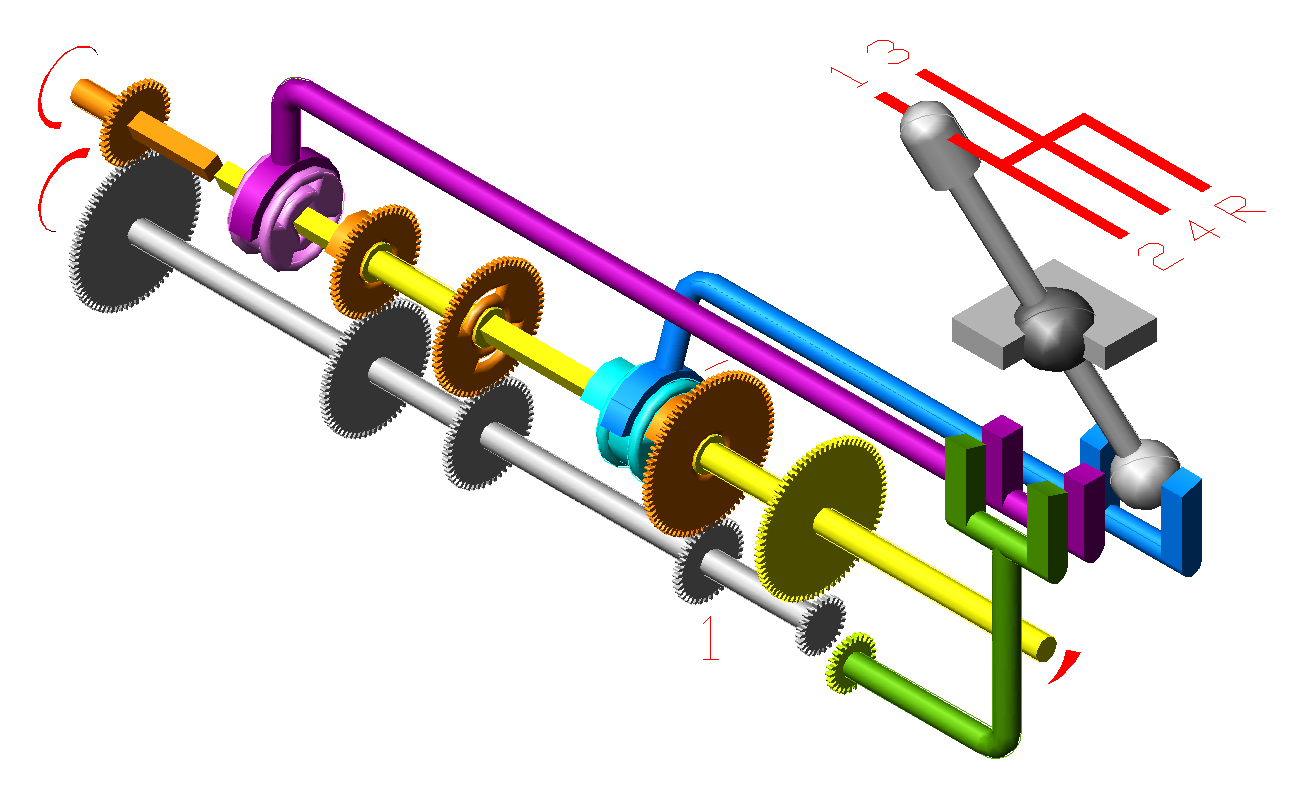
1단 레인지
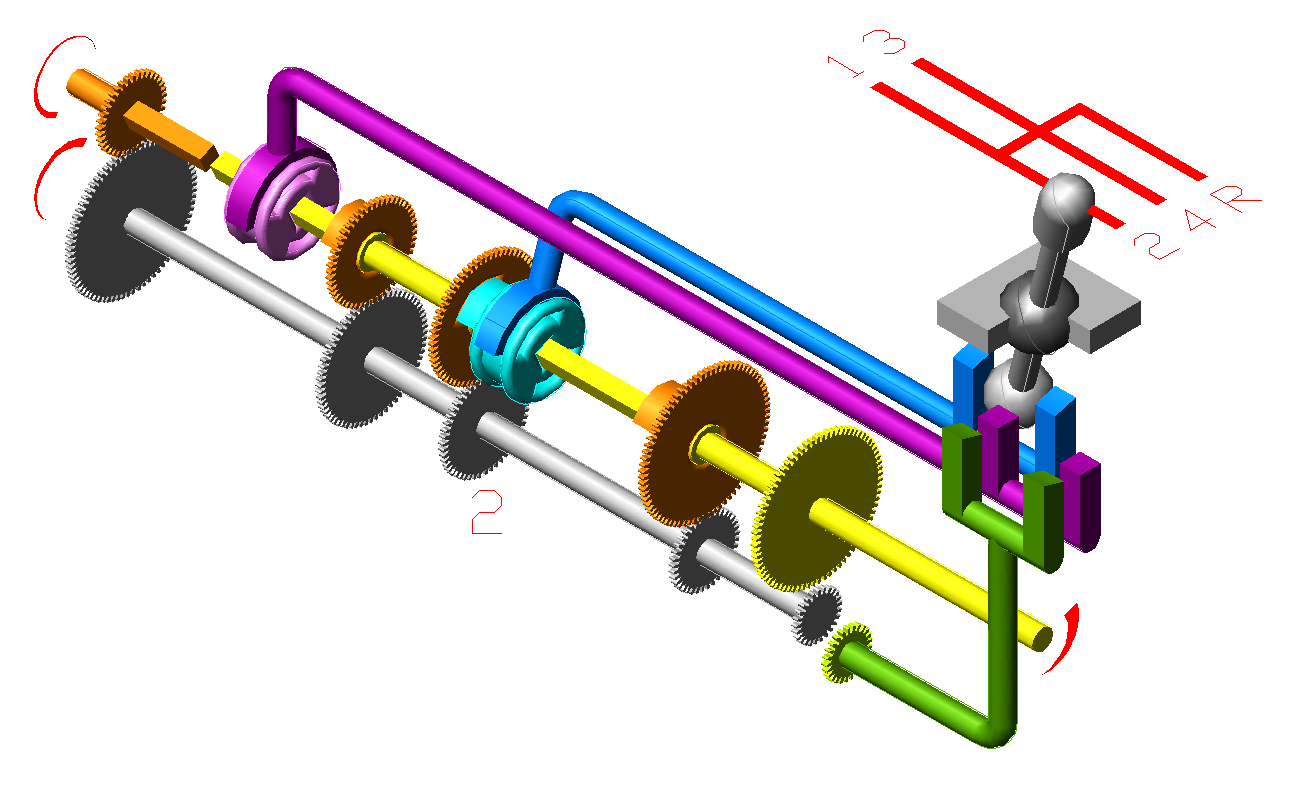
2단 레인지
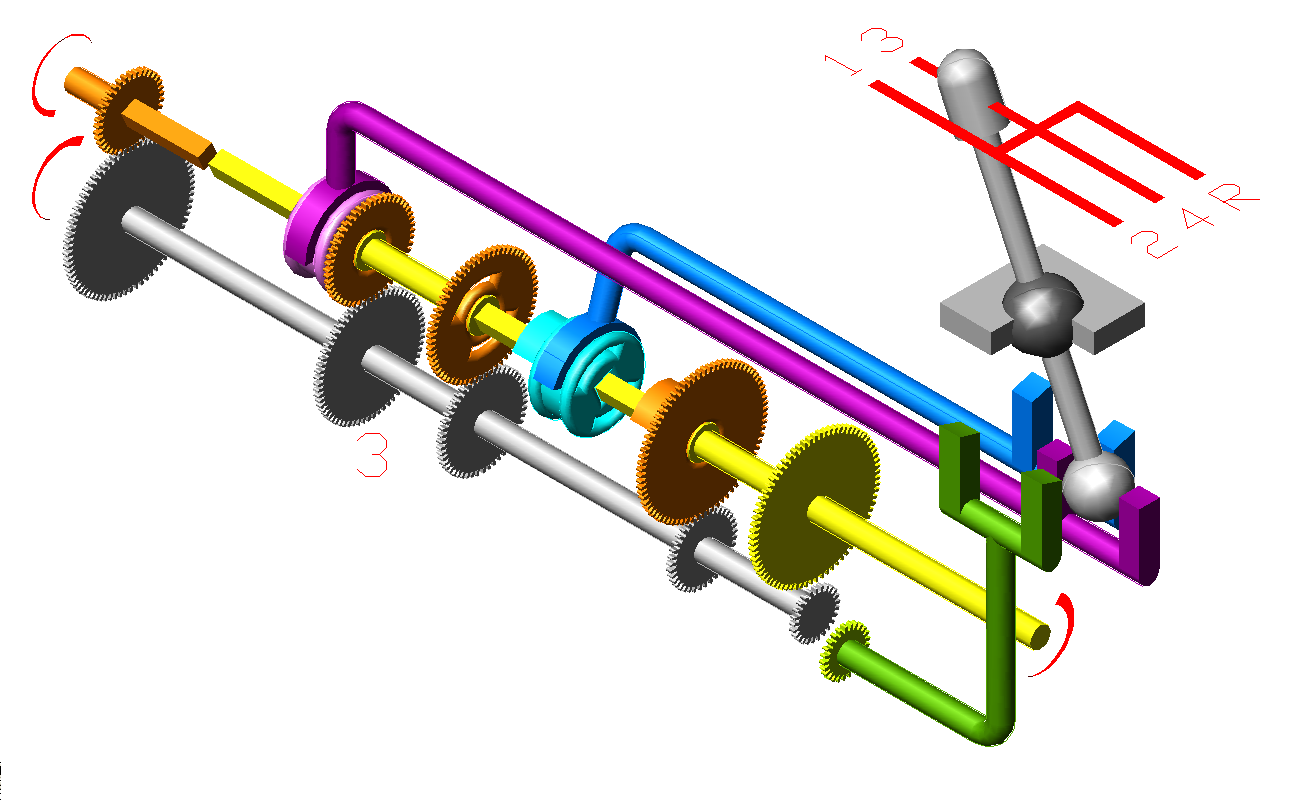
3단 레인지
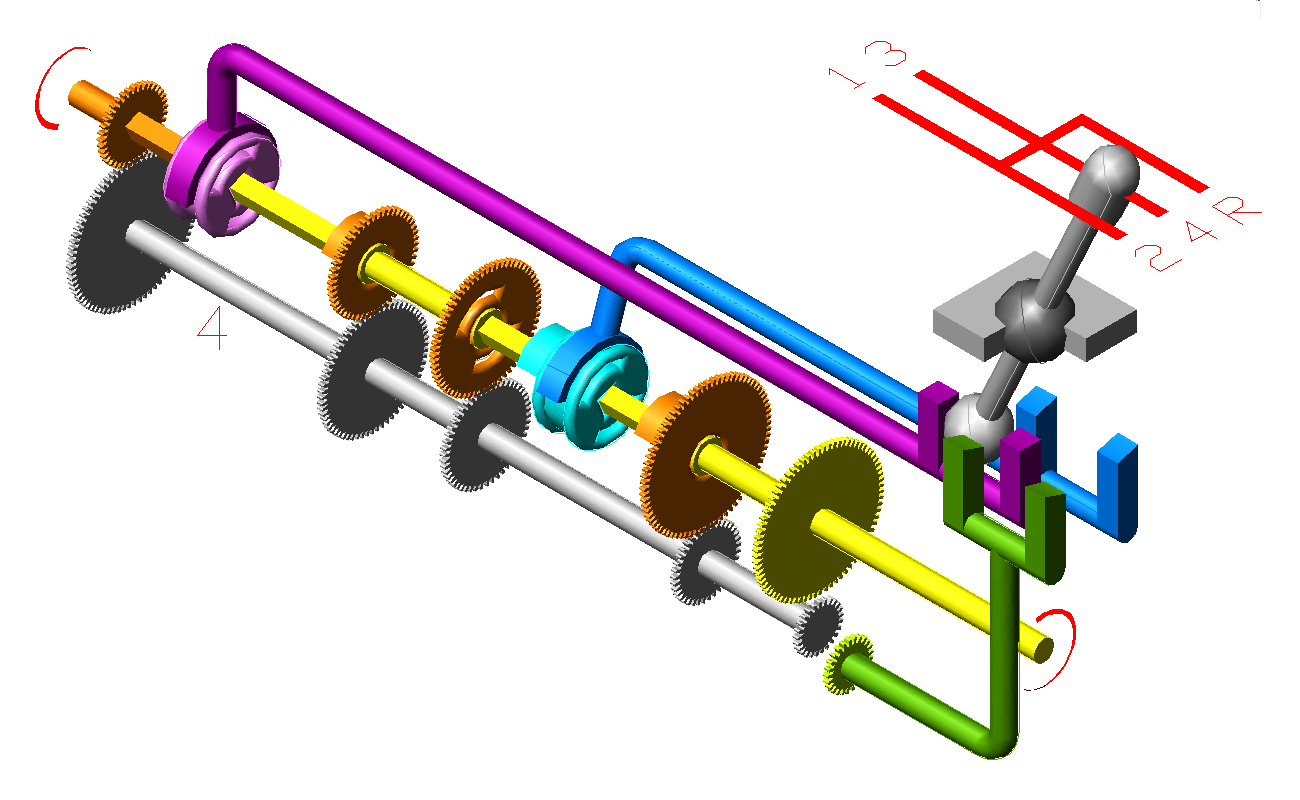
4단 레인지

1 (1단) 레인지
출발할 때 사용한다. 가속페달을 밟자마자 시끄러운 소리가 나므로 이 시끄러운 소리가 나면 경사진 정도가 심한 오르막길을 올라 가거나 내리막길을 내려갈 때 2단 이상의 기어로 감속 및 제동하기가 너무 곤란한 경우를 제외하면 곧바로 2단 기어로 변속해야 한다.
2 (2단) 레인지
1단으로 가는 중, 속도가 붙은 상태에서 시끄러운 소리가 나면 기어를 변속해야 한다. 0km/h~20km/h까지만 적용한다.
3 (3단) 레인지
2단으로 가는 중, 속도가 붙은 상태에서 시끄러운 소리가 나면 20km/h 이상부터 기어를 변속해야 한다. 20km/h~40km/h까지만 적용한다.
4 (4단) 레인지
3단으로 가는 중, 속도가 붙은 상태에서 시끄러운 소리가 나면 40km/h 이상부터 기어를 변속해야 한다. 40km/h~60km/h까지만 적용한다. 기어가 4단까지 적용되어있는 자동차는 4단을 항속으로 사용한다.
5 (5단) 레인지
4단으로 가는 중, 속도가 붙은 상태에서 시끄러운 소리가 나면 60km/h 이상부터 기어를 변속해야 한다. 60km/h~80km/h까지만 적용한다. 기어가 5단까지 적용되어있는 자동차는 5단을 항속으로 사용한다.
6 (6단) 레인지
5단으로 가는 중, 속도가 붙은 상태에서 시끄러운 소리가 나면 80km/h 이상부터 기어를 변속해야 한다. 단, 6단까지 적용된 고속버스일 경우, 5단으로 가는 중, 속도가 붙은 상태에서 시끄러운 소리가 나면 자동차 종류별로 셋팅되어있는 기어비로 인한 다소 차이가 있겠지만, 90km/h 혹은 95km/h 이상부터 기어를 변속해야 한다. 주로 스포츠형 자동차에만 적용되는 경우가 많았으나, 최근에는 다른 자동차에도 6단 수동변속기가 적용되는 경우가 있다. 기어가 6단까지 적용되어있는 자동차는 6단을 항속으로 사용한다.
7 (7단) 레인지
최신형 스포츠카 일부에만 적용되어 있으며, 보통 항속으로 사용한다. 6단으로 가는 중, 속도가 붙은 상태에서 시끄러운 소리가 나면 80km/h 이상부터 기어를 변속해야 한다.
8 (8단) 레인지
대부분의 트럭에 적용되어 있으나, 차체중량이 너무 무거울 경우, 8단이 아닌 10단부터 최대 18단까지 적용되는 경우가 있다. 7단으로 가는 중, 속도가 붙은 상태에서 시끄러운 소리가 나면 100km/h 이상부터 기어를 변속해야 한다.
R (Rear) 레인지
후진할 때 사용한다. 힘과 속도는 1단 기어와 동일하다.
N (Neutral) 레인지
보통 중립이라고 하며, 정차할 때 사용한다. 타이어로부터의 힘도 변속기나 엔진에 전해지지 않는다. 자동변속기와 달리, P레인지가 없어서 시동을 걸 때도 사용할 수 있으나, 주차 시에는 주차브레이크를 채워줘야 한다. 만일 주차한 곳이 주차브레이크만 채워서는 안되는경사로에 자동차를 주차할 때에는 주차브레이크를 채워주고 변속 레버를 오르막길에서는 1단에 넣어 주고 내리막길에서는 R단에 넣어 준다. 이 외에도, 바퀴를 벽 쪽에 붙이거나 고임목을 괴어 놓아도 된다. 단, 트럭의 경우, 짐이 너무 많이 실려 있어서는 안 된다.
| 속도 km/h         | 속도 km/h | 기어 | 기어                                                                                             | 기어                                                                                             | 기어                                                                                             | 기어                                                                                             |
| 속도 km/h         | 속도 km/h | 1단  | 2단                                                                                              | 3단                                                                                              | 4단                                                                                              | 5단                                                                                              |
| ----------------- | --------- | ---- | ------------------------------------------------------------------------------------------------ | ------------------------------------------------------------------------------------------------ | ------------------------------------------------------------------------------------------------ | ------------------------------------------------------------------------------------------------ |
|                   | 80        |      |                                                                                                  |                                                                                                  |                                                                                                  |                                                                                                  |
|                   |           |      |                                                                                                  |                                                                                                  |                                                                                                  |                                                                                                  |
|                   | 78        |      |                                                                                                  |                                                                                                  |                                                                                                  |                                                                                                  |
|                   |           |      |                                                                                                  |                                                                                                  |                                                                                                  |                                                                                                  |
|                   | 76        |      |                                                                                                  |                                                                                                  |                                                                                                  |                                                                                                  |
|                   |           |      |                                                                                                  |                                                                                                  |                                                                                                  |                                                                                                  |
|                   | 74        |      |                                                                                                  |                                                                                                  |                                                                                                  |                                                                                                  |
|                   |           |      |                                                                                                  |                                                                                                  |                                                                                                  |                                                                                                  |
|                   | 72        |      |                                                                                                  |                                                                                                  |                                                                                                  |                                                                                                  |
|                   |           |      |                                                                                                  |                                                                                                  |                                                                                                  |                                                                                                  |
|                   | 70        |      |                                                                                                  |                                                                                                  |                                                                                                  |                                                                                                  |
|                   |           |      |                                                                                                  |                                                                                                  |                                                                                                  |                                                                                                  |
|                   | 68        |      |                                                                                                  |                                                                                                  |                                                                                                  |                                                                                                  |
|                   |           |      |                                                                                                  |                                                                                                  |                                                                                                  |                                                                                                  |
|                   | 66        |      |                                                                                                  |                                                                                                  |                                                                                                  |                                                                                                  |
|                   |           |      |                                                                                                  |                                                                                                  |                                                                                                  |                                                                                                  |
|                   | 64        |      |                                                                                                  |                                                                                                  |                                                                                                  |                                                                                                  |
|                   |           |      |                                                                                                  |                                                                                                  |                                                                                                  |                                                                                                  |
|                   | 62        |      |                                                                                                  |                                                                                                  |                                                                                                  |                                                                                                  |
|                   |           |      |                                                                                                  |                                                                                                  |                                                                                                  |                                                                                                  |
|                   | 60        |      |                                                                                                  |                                                                                                  |                                                                                                  |                                                                                                  |
|                   |           |      |                                                                                                  |                                                                                                  |                                                                                                  |                                                                                                  |
|                   | 58        |      |                                                                                                  |                                                                                                  |                                                                                                  |                                                                                                  |
|                   |           |      |                                                                                                  |                                                                                                  |                                                                                                  |                                                                                                  |
|                   | 56        |      |                                                                                                  |                                                                                                  |                                                                                                  |                                                                                                  |
|                   |           |      |                                                                                                  |                                                                                                  |                                                                                                  |                                                                                                  |
|                   | 54        |      |                                                                                                  |                                                                                                  |                                                                                                  |                                                                                                  |
|                   |           |      |                                                                                                  |                                                                                                  |                                                                                                  |                                                                                                  |
|                   | 52        |      |                                                                                                  |                                                                                                  |                                                                                                  |                                                                                                  |
|                   |           |      |                                                                                                  |                                                                                                  |                                                                                                  |                                                                                                  |
|                   | 50        |      |                                                                                                  |                                                                                                  |                                                                                                  |                                                                                                  |
|                   |           |      |                                                                                                  |                                                                                                  |                                                                                                  |                                                                                                  |
|                   | 48        |      |                                                                                                  |                                                                                                  |                                                                                                  |                                                                                                  |
|                   |           |      |                                                                                                  |                                                                                                  |                                                                                                  |                                                                                                  |
|                   | 46        |      |                                                                                                  |                                                                                                  |                                                                                                  |                                                                                                  |
|                   |           |      |                                                                                                  |                                                                                                  |                                                                                                  |                                                                                                  |
|                   | 44        |      |                                                                                                  |                                                                                                  |                                                                                                  |                                                                                                  |
|                   |           |      |                                                                                                  |                                                                                                  |                                                                                                  |                                                                                                  |
|                   | 42        |      |                                                                                                  |                                                                                                  |                                                                                                  |                                                                                                  |
|                   |           |      |                                                                                                  |                                                                                                  |                                                                                                  |                                                                                                  |
|                   | 40        |      |                                                                                                  |                                                                                                  |                                                                                                  |                                                                                                  |
|                   |           |      |                                                                                                  |                                                                                                  |                                                                                                  |                                                                                                  |
|                   | 38        |      |                                                                                                  |                                                                                                  |                                                                                                  |                                                                                                  |
|                   |           |      |                                                                                                  |                                                                                                  |                                                                                                  |                                                                                                  |
|                   | 36        |      |                                                                                                  |                                                                                                  |                                                                                                  |                                                                                                  |
|                   |           |      |                                                                                                  |                                                                                                  |                                                                                                  |                                                                                                  |
|                   | 34        |      |                                                                                                  |                                                                                                  |                                                                                                  |                                                                                                  |
|                   |           |      |                                                                                                  |                                                                                                  |                                                                                                  |                                                                                                  |
|                   | 32        |      |                                                                                                  |                                                                                                  |                                                                                                  |                                                                                                  |
|                   |           |      |                                                                                                  |                                                                                                  |                                                                                                  |                                                                                                  |
|                   | 30        |      |                                                                                                  |                                                                                                  |                                                                                                  |                                                                                                  |
|                   |           |      |                                                                                                  |                                                                                                  |                                                                                                  |                                                                                                  |
|                   | 28        |      |                                                                                                  |                                                                                                  |                                                                                                  |                                                                                                  |
|                   |           |      |                                                                                                  |                                                                                                  |                                                                                                  |                                                                                                  |
|                   | 26        |      |                                                                                                  |                                                                                                  |                                                                                                  |                                                                                                  |
|                   |           |      |                                                                                                  |                                                                                                  |                                                                                                  |                                                                                                  |
|                   | 24        |      |                                                                                                  |                                                                                                  |                                                                                                  |                                                                                                  |
|                   |           |      |                                                                                                  |                                                                                                  |                                                                                                  |                                                                                                  |
|                   | 22        |      |                                                                                                  |                                                                                                  |                                                                                                  |                                                                                                  |
|                   |           |      |                                                                                                  |                                                                                                  |                                                                                                  |                                                                                                  |
|                   | 20        |      |                                                                                                  |                                                                                                  |                                                                                                  |                                                                                                  |
|                   |           |      |                                                                                                  |                                                                                                  |                                                                                                  |                                                                                                  |
|                   | 18        |      |                                                                                                  |                                                                                                  |                                                                                                  |                                                                                                  |
|                   |           |      |                                                                                                  |                                                                                                  |                                                                                                  |                                                                                                  |
|                   | 16        |      |                                                                                                  |                                                                                                  |                                                                                                  |                                                                                                  |
|                   |           |      |                                                                                                  |                                                                                                  |                                                                                                  |                                                                                                  |
|                   | 14        |      |                                                                                                  |                                                                                                  |                                                                                                  |                                                                                                  |
|                   |           |      |                                                                                                  |                                                                                                  |                                                                                                  |                                                                                                  |
|                   | 12        |      |                                                                                                  |                                                                                                  |                                                                                                  |                                                                                                  |
|                   |           |      |                                                                                                  |                                                                                                  |                                                                                                  |                                                                                                  |
|                   | 10        |      |                                                                                                  |                                                                                                  |                                                                                                  |                                                                                                  |
|                   |           |      |                                                                                                  |                                                                                                  |                                                                                                  |                                                                                                  |
|                   | 8         |      |                                                                                                  |                                                                                                  |                                                                                                  |                                                                                                  |
|                   |           |      |                                                                                                  |                                                                                                  |                                                                                                  |                                                                                                  |
|                   | 6         |      |                                                                                                  |                                                                                                  |                                                                                                  |                                                                                                  |
|                   |           |      |                                                                                                  |                                                                                                  |                                                                                                  |                                                                                                  |
|                   | 4         |      |                                                                                                  |                                                                                                  |                                                                                                  |                                                                                                  |
|                   |           |      |                                                                                                  |                                                                                                  |                                                                                                  |                                                                                                  |
|                   | 2         |      |                                                                                                  |                                                                                                  |                                                                                                  |                                                                                                  |
|                   |           |      |                                                                                                  |                                                                                                  |                                                                                                  |                                                                                                  |
| 엔진 회전수 (rpm) |           |      |                                                                                                  |                                                                                                  |                                                                                                  |                                                                                                  |
|                   | 3000      |      | 적색(■) : 과다 (2,000 rpm 이상) 청색(■) : 적절 (1,000~2,000 rpm) 황색(■) : 부족 (1,000 rpm 이하) | 적색(■) : 과다 (2,000 rpm 이상) 청색(■) : 적절 (1,000~2,000 rpm) 황색(■) : 부족 (1,000 rpm 이하) | 적색(■) : 과다 (2,000 rpm 이상) 청색(■) : 적절 (1,000~2,000 rpm) 황색(■) : 부족 (1,000 rpm 이하) | 적색(■) : 과다 (2,000 rpm 이상) 청색(■) : 적절 (1,000~2,000 rpm) 황색(■) : 부족 (1,000 rpm 이하) |
|                   | 3000      |      | 적색(■) : 과다 (2,000 rpm 이상) 청색(■) : 적절 (1,000~2,000 rpm) 황색(■) : 부족 (1,000 rpm 이하) | 적색(■) : 과다 (2,000 rpm 이상) 청색(■) : 적절 (1,000~2,000 rpm) 황색(■) : 부족 (1,000 rpm 이하) | 적색(■) : 과다 (2,000 rpm 이상) 청색(■) : 적절 (1,000~2,000 rpm) 황색(■) : 부족 (1,000 rpm 이하) | 적색(■) : 과다 (2,000 rpm 이상) 청색(■) : 적절 (1,000~2,000 rpm) 황색(■) : 부족 (1,000 rpm 이하) |
|                   | 2500      |      | 적색(■) : 과다 (2,000 rpm 이상) 청색(■) : 적절 (1,000~2,000 rpm) 황색(■) : 부족 (1,000 rpm 이하) | 적색(■) : 과다 (2,000 rpm 이상) 청색(■) : 적절 (1,000~2,000 rpm) 황색(■) : 부족 (1,000 rpm 이하) | 적색(■) : 과다 (2,000 rpm 이상) 청색(■) : 적절 (1,000~2,000 rpm) 황색(■) : 부족 (1,000 rpm 이하) | 적색(■) : 과다 (2,000 rpm 이상) 청색(■) : 적절 (1,000~2,000 rpm) 황색(■) : 부족 (1,000 rpm 이하) |
|                   |           |      | 적색(■) : 과다 (2,000 rpm 이상) 청색(■) : 적절 (1,000~2,000 rpm) 황색(■) : 부족 (1,000 rpm 이하) | 적색(■) : 과다 (2,000 rpm 이상) 청색(■) : 적절 (1,000~2,000 rpm) 황색(■) : 부족 (1,000 rpm 이하) | 적색(■) : 과다 (2,000 rpm 이상) 청색(■) : 적절 (1,000~2,000 rpm) 황색(■) : 부족 (1,000 rpm 이하) | 적색(■) : 과다 (2,000 rpm 이상) 청색(■) : 적절 (1,000~2,000 rpm) 황색(■) : 부족 (1,000 rpm 이하) |
|                   | 2000      |      | 적색(■) : 과다 (2,000 rpm 이상) 청색(■) : 적절 (1,000~2,000 rpm) 황색(■) : 부족 (1,000 rpm 이하) | 적색(■) : 과다 (2,000 rpm 이상) 청색(■) : 적절 (1,000~2,000 rpm) 황색(■) : 부족 (1,000 rpm 이하) | 적색(■) : 과다 (2,000 rpm 이상) 청색(■) : 적절 (1,000~2,000 rpm) 황색(■) : 부족 (1,000 rpm 이하) | 적색(■) : 과다 (2,000 rpm 이상) 청색(■) : 적절 (1,000~2,000 rpm) 황색(■) : 부족 (1,000 rpm 이하) |
|                   |           |      | 적색(■) : 과다 (2,000 rpm 이상) 청색(■) : 적절 (1,000~2,000 rpm) 황색(■) : 부족 (1,000 rpm 이하) | 적색(■) : 과다 (2,000 rpm 이상) 청색(■) : 적절 (1,000~2,000 rpm) 황색(■) : 부족 (1,000 rpm 이하) | 적색(■) : 과다 (2,000 rpm 이상) 청색(■) : 적절 (1,000~2,000 rpm) 황색(■) : 부족 (1,000 rpm 이하) | 적색(■) : 과다 (2,000 rpm 이상) 청색(■) : 적절 (1,000~2,000 rpm) 황색(■) : 부족 (1,000 rpm 이하) |
|                   | 1500      |      | 적색(■) : 과다 (2,000 rpm 이상) 청색(■) : 적절 (1,000~2,000 rpm) 황색(■) : 부족 (1,000 rpm 이하) | 적색(■) : 과다 (2,000 rpm 이상) 청색(■) : 적절 (1,000~2,000 rpm) 황색(■) : 부족 (1,000 rpm 이하) | 적색(■) : 과다 (2,000 rpm 이상) 청색(■) : 적절 (1,000~2,000 rpm) 황색(■) : 부족 (1,000 rpm 이하) | 적색(■) : 과다 (2,000 rpm 이상) 청색(■) : 적절 (1,000~2,000 rpm) 황색(■) : 부족 (1,000 rpm 이하) |
|                   |           |      | 적색(■) : 과다 (2,000 rpm 이상) 청색(■) : 적절 (1,000~2,000 rpm) 황색(■) : 부족 (1,000 rpm 이하) | 적색(■) : 과다 (2,000 rpm 이상) 청색(■) : 적절 (1,000~2,000 rpm) 황색(■) : 부족 (1,000 rpm 이하) | 적색(■) : 과다 (2,000 rpm 이상) 청색(■) : 적절 (1,000~2,000 rpm) 황색(■) : 부족 (1,000 rpm 이하) | 적색(■) : 과다 (2,000 rpm 이상) 청색(■) : 적절 (1,000~2,000 rpm) 황색(■) : 부족 (1,000 rpm 이하) |
|                   | 1000      |      | 적색(■) : 과다 (2,000 rpm 이상) 청색(■) : 적절 (1,000~2,000 rpm) 황색(■) : 부족 (1,000 rpm 이하) | 적색(■) : 과다 (2,000 rpm 이상) 청색(■) : 적절 (1,000~2,000 rpm) 황색(■) : 부족 (1,000 rpm 이하) | 적색(■) : 과다 (2,000 rpm 이상) 청색(■) : 적절 (1,000~2,000 rpm) 황색(■) : 부족 (1,000 rpm 이하) | 적색(■) : 과다 (2,000 rpm 이상) 청색(■) : 적절 (1,000~2,000 rpm) 황색(■) : 부족 (1,000 rpm 이하) |
|                   |           |      | 적색(■) : 과다 (2,000 rpm 이상) 청색(■) : 적절 (1,000~2,000 rpm) 황색(■) : 부족 (1,000 rpm 이하) | 적색(■) : 과다 (2,000 rpm 이상) 청색(■) : 적절 (1,000~2,000 rpm) 황색(■) : 부족 (1,000 rpm 이하) | 적색(■) : 과다 (2,000 rpm 이상) 청색(■) : 적절 (1,000~2,000 rpm) 황색(■) : 부족 (1,000 rpm 이하) | 적색(■) : 과다 (2,000 rpm 이상) 청색(■) : 적절 (1,000~2,000 rpm) 황색(■) : 부족 (1,000 rpm 이하) |
|                   | 500       |      | 적색(■) : 과다 (2,000 rpm 이상) 청색(■) : 적절 (1,000~2,000 rpm) 황색(■) : 부족 (1,000 rpm 이하) | 적색(■) : 과다 (2,000 rpm 이상) 청색(■) : 적절 (1,000~2,000 rpm) 황색(■) : 부족 (1,000 rpm 이하) | 적색(■) : 과다 (2,000 rpm 이상) 청색(■) : 적절 (1,000~2,000 rpm) 황색(■) : 부족 (1,000 rpm 이하) | 적색(■) : 과다 (2,000 rpm 이상) 청색(■) : 적절 (1,000~2,000 rpm) 황색(■) : 부족 (1,000 rpm 이하) |
|                   |           |      | 적색(■) : 과다 (2,000 rpm 이상) 청색(■) : 적절 (1,000~2,000 rpm) 황색(■) : 부족 (1,000 rpm 이하) | 적색(■) : 과다 (2,000 rpm 이상) 청색(■) : 적절 (1,000~2,000 rpm) 황색(■) : 부족 (1,000 rpm 이하) | 적색(■) : 과다 (2,000 rpm 이상) 청색(■) : 적절 (1,000~2,000 rpm) 황색(■) : 부족 (1,000 rpm 이하) | 적색(■) : 과다 (2,000 rpm 이상) 청색(■) : 적절 (1,000~2,000 rpm) 황색(■) : 부족 (1,000 rpm 이하) |

- 위 표는 수동 변속의 이해를 돕기 위해 각 기어에 맞는 속도 범위를 대략적으로만 나타낸 것으로 기어에 맞는 속도 범위는 차종마다 다르다.

### 레버의 형태
수동변속기 차량의 변속 레버는 자동차 제조 회사에 따라 변속 레버의 형태가 다르다.

#### 대한민국의 자동차 제조 회사
저상버스를 제외하면 대형 차량에는 주로 수동변속기가 적용되는 경우가 많다.
2000년대 중반까지 제작되었된 대한민국의 수동변속기 차량 중, 소형 차량은 대부분 R단 기어가 4단 기어 오른쪽에 있는 형태의 수동변속기가 채택되었다. 
이러한 형태의 수동변속기는 현대자동차, 기아자동차, 쌍용자동차(현 KG모빌리티), 르노삼성자동차(현 르노코리아)가 택하고 있는 방식이었으며, 대우자동차(현 한국지엠)는 R단 기어가 1단 기어 왼쪽에 있으며, R단 기어를 변속 레버에 있는 후크 링을 당겨야 넣어지고 프린스, 브로엄, 토스카, 티코, 마티즈, 라보, 다마스 등 일부 차량은 현대자동차, 기아자동차 그리고 쌍용자동차와 같은 형태의 수동변속기를 채택하였다. 
2000년대 중반 이후, 현대자동차, 기아자동차 그리고 쌍용자동차에서 제작되었던 수동변속기 차량은 2000년대 중반 이전부터 채택하고 있는 대우자동차(현 한국지엠)에서 제작되었던 차량과 같은 형태의 수동변속기(R단 기어가 1단 기어 왼쪽에 있으며, 변속 레버에 후크 링이 있음.)를 채택하였다. 
르노코리아의 경우에 자동변속기에 대한 해외 의존도가 가장 제일 높은 만큼, CVT, DCT에 한해서만 채택하고 있다. 
4단 수동변속기가 채택되었던 소형 차량(주로 90년대 초반 이전까지 생산되었던 소형 차량)인 경우에도 제조 회사마다 변속 레버의 형태가 다른 것이 특징이었다(현대자동차에서 제작되었던 4단 수동변속기 소형 차량은 R단 기어가 2단 기어 왼쪽에 있으며, 변속 레버에 후크 링이 있다).

#### 다른 국가의 자동차 제조 회사
유럽의 자동차 제조 회사는 1단 왼쪽에 후진을 배치해서 아래의 후크 링을 당겨야 후진 변속이 가능한 형태의 수동변속기를 채택하는 경우가 많다. 미국의 자동차 제조 회사는 5단 아래쪽에 후진 레인지가 위치하고 후진 변속을 위한 별도의 조작 장치가 없는 형태의 수동변속기를 채택하는 경우가 많다. 하지만 미국에서의 수동변속기의 비중은 대한민국과 비슷한 10%에 불과하다.

#### 그림

후진 기어가 4단 기어 오른쪽에 있는 5단 수동변속기. 현대자동차, 기아, 쌍용자동차(현 KG모빌리티) 차종에 적용되었다.
후진 기어가 1단 기어 왼쪽에 있는 5단 수동변속기. 대우자동차(현 한국지엠) 일부 차종에 적용되었으며, 후진 기어가 변속 레버에 있는 후크 링을 당길 때 넣어진다.
후진 기어가 2단 기어 왼쪽에 있는 5단 수동변속기
후진 기어가 1단 기어 왼쪽에 있는 6단 수동변속기

## 수동변속기의 기본조작
과거에는 수동변속기가 자동변속기에 비해 많은 장점을 가지고 있었으나 기술의 발전으로 현재 수동변속기는 동력 전달 효율, 내구성, 유지 비용 등 거의 모든 면에서 대부분 자동변속기에 따라잡혀 수동변속기 특유의 기계적 감성과 운전 재미, 급발진 사고에 안전한 것을 제외하면 수동변속기 차량의 장점은 거의 없다고 보아도 될 정도이다.
| - 클러치 디스크하고 클러치 압력판을 직접 맞물려 클러치가 서로 100% 맞닿으며 돌아가 자동변속기에 비해 동력 전달 효율이 높다. 그러나 자동변속기의 성능이 좋아지면서 이제는 자동변속기의 동력 손실율이 수동변속기하고 비교해도 별반 차이 나지 않는 수준까지 좁혀졌다. - 엔진 출력이 비교적 즉각적으로 전달되어 반응성이 뛰어나다. - 자동변속기에 비해 무게가 50~100 kg 정도 가볍다. - 자동식 차량에 비해 연비가 상대적으로 뛰어난 편이다(자동변속기는 수동변속기 차량에 비해 약 15%의 연료가 추가 소모되는 것으로 알려져 있음). 단, 이는 운전자의 운전 습관 및 성향에 따라서 조금씩 달라질 수 있는 부분인데, 가속을 위해 저단 주행을 자주 하는 경우, 혹은 힐앤토와 레브매칭 등의 기술을 자주 사용하는 경우 연비가 떨어지기도 하고, 최근 자동변속기 차량들은 기술의 발달로 인해 연비가 좋아지면서 점점 옛말이 되어가고 있기도 하다. 현재는 자동식하고 수동식 간 연비 차이가 거의 없다. - 차량 가격하고 유지비용이 자동식에 비해 상대적으로 경제적이다(보통 동급 모델의 자동변속기 차량보다 100~200만원 저렴). - 미션 오일 교환 주기도 상대적으로 길며 변속 계통에 문제가 생길 경우 정비성이 상대적으로 좋아 수리 비용도 보다 저렴하다. 단, 최근 자동변속기의 내구성이 좋아지면서 앞으로는 상황이 역전될 가능성이 크지만, 상대적으로 차량 구입 비용이 저렴한 것은 여전한 사실이다. - 돌발 상황 시의 대처가 자동식에 비해 쉬우며 보다 안정적이다. 자동변속기 차량에 비해 급발진의 위험이 없으며, 노면이 미끄럽거나 급경사 비탈길에서 엔진 브레이크를 보다 강하게 걸 수 있는데다, 클러치 페달만 밟아주면 급발진 등의 돌발 상황에서 쉽게 대처할 수 있다. - 직진 가속력이 뛰어나서 운전의 재미를 추구하는 사람들이 선호하기도 한다. - 일정 속도하고 RPM 영역대에서 기어가 임의로 조작되는 자동식 차량하고는 달리, 운전자가 기어를 임의로 낮추어 보다 높은 기어 돌림힘으로 가속력을 높일 수 있기 때문이다. - 자동식하고는 달리 배터리가 방전됐을 때 밀어서 시동을 거는 것도 가능하다. - 기어를 어떻게 쓰는지, 엔진 브레이크를 어떻게 사용하는지와 원리가 무엇인지 등을 직접적인 기어 조작을 통해 몸의 감각으로 배울 수 있다. 이는 자동변속기 차량을 운행할 때도 도움이 된다. | - 운전이 자동식에 비해 까다롭고 번거롭다(매 순간마다 변속 레버를 일일이 바꾸어야 하기 때문). - 속도하고 엔진 회전 수를 수시로 보면서 변속을 해주어야 하는데, 계기판을 일일이 확인하면서 운전 조작을 하는 것이 어렵기 때문에 잘못 변속하여 차량에 과부하가 걸리기도 한다. - 출발이 까다롭다. 특히, 엔진을 돌리는 힘이 상대적으로 약한 가솔린 차량의 경우, 숙련된 운전자가 아니라면 출발을 시도하다가 시동을 꺼뜨리는 일이 빈번하다. - 초기 구동력이 떨어지고, 가속 및 감속 때의 충격이 현저하게 크다. - 자동식에 비해 승차감이 떨어진다. - 속도에 맞는 엔진 회전 수 조정을 하는 힐앤토와 레브매칭 기술을 사용해 변속을 한다면 변속 충격이 거의 발생하지 않겠지만, 상술했다시피 상시로 이렇게 운전 조작이 어렵기 때문에 변속 충격을 완전히 피하면서는 운전하기가 쉽지 않으며, 이는 수동식 차량의 수요가 급감한 주된 원인이기도 하다. - 대한민국 자동차 제조사들의 경우 원가 절감, 개발비 절감 등을 이유로 수동식 기어를 적용할 경우, 편의장치나 안전장치 등이 제공되지 않는 경우가 많다. |

### 기타
대한민국의 경우, 상술했다시피 수동변속기의 비중이 10%로 스포츠카하고 트럭을 제외하면 자동변속기의 비중이 높다. 
사실 1990년대까지만 해도 수동변속기가 높은 비중을 차지했지만, 2000년대에 들어서면서 승용차를 기준으로 수동변속기의 비중이 점점 줄어드기 시작하였다. 
높은 인구 밀도로 하여 교통량이 늘어났고 운전의 피로도도 높아지면서 일어난 현상으로 보이기도 하나, 2000년대에는 자동변속기 차량에 대한 보험 할인 혜택을 주어 자동변속기의 대세화를 더욱 가속화하였다. 
미국의 경우에도 1980년대에 이미 자동변속기 차량이 보편화되어 현재는 일부 매니아들을 제외하면 수동변속기를 거의 찾지 않는 편이다. 
일본의 경우 동아시아 국가 중에 압도적으로 자동변속기가 많고 수동은 2%(100대 중 2대)에 불과하다. 
반면, 유럽에서는 여전히 수동변속기 차량이 대세이며 인기가 높다.
대한민국 수입차 시장에서는 거의 자동변속기 사양을 판매하며, 수동변속기 사양은 매우 드물게 판매한다.

## 전기자동차 수동변속기
현재 전기자동차 구동 시스템의 대부분은 1단 감속기를 사용하고 있지만 모터의 구동 성능이 우수하다 할지라도 1개의 구동 모터로는 최적 운전 조건을 만족할 수 없기 때문에 다단 변속기를 적용할 경우 더 높은 구동 효율을 가질 수 있다는 가능성이 제시되어 왔다. 따라서 많은 연구자들이 전기 자동차의 구동 효율을 더욱 높이기 위해 전기차 전용 변속기를 연구하고 있다. 전기 자동차에 2단 이상의 변속을 구현 할 수 있다면 동일 모터 용량보다 우수한 동력 성능의 확보가 가능하다. 전기자동차용 변속기에는 수동변속기에 사용되는 싱크로나이저 기구를 이용한 단순한 2단 구조의 형태, 듀얼 클러치 변속기(DCT), 무단변속기(CVT) 등을 사용한다. 실제로 포르쉐 타이칸, 리막 네베라 등 일부 고성능 전기차에는 모터 회전수 한계를 벗어나 최고속도를 높이기 위한 목적으로 2단 변속기가 탑재된다.
예를 들어, 4단 수동변속기를 모터와 결합하는 개조를 진행하여 수동 4단 변속기를 사용하여 구동하는 경우 각 기어 단에서 가장 에너지 효율이 높은 기어 단을 선택함으로써 에너지 효율을 최적화시킨 기어변경 스케줄을 얻을 수 있다. 이로서 에너지 관점에서 효율적인 주행을 할 수 있고, 더 긴 주행거리 성능을 낼 수 있다.
현재 극히 소수지만 전기자동차에 수동변속기 시스템을 적용시킨 차량도 존재한다. 2021년 파워프라자에서 출시한 전기트럭 '봉고3 EV 피스 더블캡'은 특이하게도 6단 수동변속기를 장착했다.
토요타는 2022년 2월 전기차 전용 수동변속기 시스템 특허를 미국에 출원했다. 이 시스템은 전진 6단, 후진 1단 수동변속기를 재현한 일종의 소프트웨어로, 운전자가 클러치 페달을 밟으며 변속 레버를 조작하면 소프트웨어가 기어 단수에 맞는 토크와 출력을 제어하는 식으로 작동한다. 엄밀히 말해 기계적으로 작동되는 진정한 의미의 수동변속기가 아니지만 가짜 클러치 페달과 엔진 회전수(rpm) 변화로 수동변속기 차량을 운전하는 기분을 낼 수 있다.
렉서스는 2023년 전기차에 6단 수동 변속기를 장착한 렉서스 UX300e 크로스오버를 출시했다. 이 자동차에는 엑셀과 브레이크 페달 옆에 클러치 페달이 달려 있다. 다만 이 수동변속기는 내연차에 장착된 일반적인 수동변속기와 달리 센서가 클러치와 기어봉의 움직임을 감지한 다음 소프트웨어를 사용해 전기 모터가 바퀴에 보내는 토크의 양을 인위적으로 조절하는 방식이다.

## 같이 보기
- 자동변속기
- 힐앤토와 레브매칭
- 클러치

### 내용주
1. ↑  단, 일부 승합차, 화물차 및 시내버스 운전기사들은 통상적으로 휘발유를 기본연료로 하는 승용차에 비하면 시동꺼질일이 잘 없고 눈길이나 빙판길 같이 결빙도로에선 1단기어로 출발시 바퀴가 헛돌위험을 피할 수 있다는 이유와 공차상태에선 부드럽고 매끄러운 출발이 가능하단 이유 등으로 2단기어로 출발하는 경우가 종종 있다고 한다. 특히 시내버스일 경우엔 운행간격을 준수해야 하기 때문인것 까지는 알수가 없으나 승객들을 신속하게 빨리 태워서 출발하기 위해 2단기어를 넣은채로 출발하는게 아닐까 하는 추측이 든다. 휘발유에 비하여 토크가 월등히 뛰어난 경유를 기본연료로 하는 승용차 이외의 차량일지라도 2단기어로 출발하는 습관은 잦은 반클러치 사용이 필연적으로 불가피 하기 때문에 소모품인 클러치 디스크의 조기 마모 즉 수명단축을 유발하므로 앞서말했듯이 눈길이나 빙판길 같이 노면상태가 상당히 좋지않거나 긴급한 상황이 발생하여 출발하는 경우를 제외하면 가능한한 삼가야 한다. 물론, 노면상태가 좋지않은 곳에다가 주차해놓은 다음에 출발하는 것 역시 삼가야 한다.
2. ↑  공차중량 기준
3. ↑  평지에서는 누가와서 들이받지 않는 이상 절대 굴러가지가 않는다. 주차브레이크가 정상적으로 작동 할 때의 제동력은 차량중량의 20%를 넘어가기 때문에 밀릴 일이 없다는 것이다. 만일 평지에서 밀린다면 해당 차량은 그 즉시 정비소 혹은 정비공장에 입고하여 수리를 받음으로써 혹시나 언제 발생할지도 사고에 대비해야 한다.
4. ↑  일부 대형 트럭들 중에는 후진기어가 2단까지 적용된 경우가 있는데 이 경우엔 후진 1단기어에다 넣어준다.
5. ↑  승용차 및 버스도 승차인원이나 짐을 필요이상으로 태우거나 적재하면 역시 위험하긴 마찬가지이다.
6. ↑  대우 로얄 하이시티는 수동이 기본이다.

### 참조주
1. ↑  김기성; 임홍섭; 김동기; 조정권 (2010년). 《자동차 섀시》.
2. 1 2  “"제발 참아달라"는 요청은 묵살, 자동차 제조사들 '이것'까지 없애기 시작했다”. 오토포스트 (Autopost). 2022년 12월 2일.
3. ↑  “성능과 효율 극대화를 위한 노력, 다양한 변속기의 세계”. 현대자동차그룹. 2020년 4월 28일.
4. ↑  “[김준형의 오토 인사이드] 엔진 개발은 중단해도 변속기는 진화”. 이투데이. 2020년 4월 27일.
5. 1 2  “수동변속기가 멸종 위기에 처한 이유”. ZUM 허브.
6. ↑  “[카&테크]車 동력 효율 높이는 변속기...수동부터 DCT까지”. 전자신문. 2021년 6월 24일.
7. ↑  이치우; 이권수; 조기현 (2000년). 《자동차 섀시》. 110쪽.
8. ↑  김필수 (2010년). 《친환경 운전 실천하기》. 환경부.
9. 1 2  “잡아채는 재미, 의외로 선택의 폭이 넓은 수동변속기 장착 모델”. 오토헤럴드. 2020년 1월 22일.
10. ↑  “멸종위기 수동변속기 탑재한 국산차 5선”. 오토헤럴드. 2017년 8월 8일.
11. ↑  토쿠다이지 아리쓰네 (2004년). 《여성의, 여성을 위한 운전기술》. 221-222쪽. ISBN 89-953150-7-5.
12. ↑  양리위에; 정해성; 박도현; 김남욱 (2020년). “2단 변속기 전기자동차의 구동 요소 제원에 따른 에너지 효율 향상”. 한국자동차공학회.
13. ↑  여영길 (2015년 5월). “전기자동차용 변속기 개발 동향”. 한국자동차공학회.
14. ↑  박주현; 이윤구 (한밭대학교) (2022년 5월). “수동 변속기가 장착된 전기자동차의 셀 성능 예측 (Cell performance prediction for electric vehicles with manual transmission)”. 대한기계학회.
15. ↑  “6단 수동변속기를 장착한 국산 전기트럭, 대체 어떤 사연이?”. 오토트리뷴 (AutoTribune). 2021년 9월 24일.
16. ↑  “토요타, '전기차용 수동 변속기' 특허…클러치·기어봉 달린 전기차 나온다”. 모터그래프 (Motorgraph). 2022년 2월 15일.
17. ↑  “토요타가 전기자동차에 ‘수동변속기’ 탑재하는 황당한 이유”. 한국스포츠일보. 2022년 8월 23일. 2023년 3월 28일에 원본 문서에서 보존된 문서. 2023년 3월 9일에 확인함.
18. ↑  “변속기 없는 전기차에 수동변속기 달았더니 생각보다 운전 재미가...”. 《Daum M투데이》. 2023년 10월 31일.